# Rijksbeschermd gezicht Tuindorp Vreewijk
Gezicht Tuindorp Vreewijk is een van rijkswege beschermd stadsgezicht in de wijk Vreewijk in Rotterdam in de Nederlandse provincie Zuid-Holland. De procedure voor aanwijzing werd gestart op 27 maart 2009. Het gebied werd op 16 februari 2012 definitief aangewezen. Het beschermd gezicht beslaat een oppervlakte van 100,1 hectare.
Panden die binnen een beschermd gezicht vallen krijgen niet automatisch de status van beschermd monument. Wel zal de gemeente het bestemmingsplan aanpassen om nieuwe ontwikkelingen in het gebied te reguleren. De gezichtsbescherming richt zich op de stedenbouwkundige en cultuurhistorische waardering van een gebied en wil het toekomstig functioneren daarvan veiligstellen.